# Stojanka Mutafowa

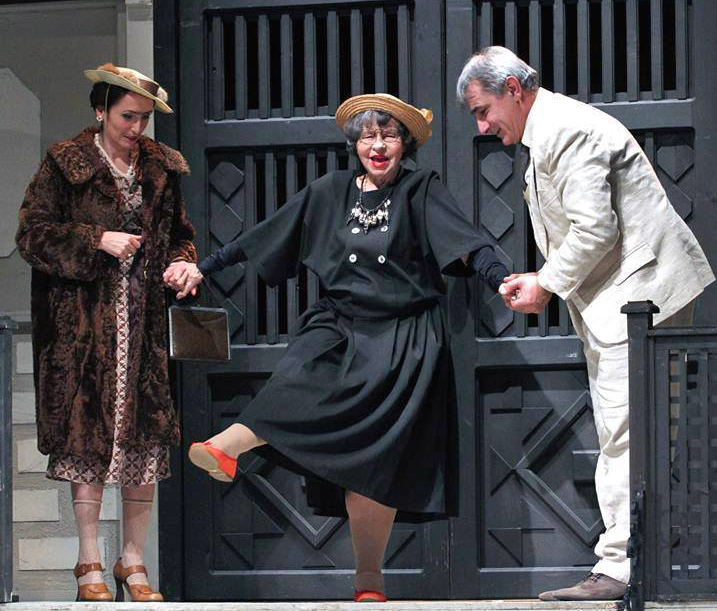
Stojanka Mutafowa 2015 in dem Theaterstück Grasshoppers

Stojanka Mutafowa, geboren als Stojana-Maria Konstantinowa Mutafowa (bulgarisch: Стояна-Мария Константинова Мутафова; geboren 2. Februar 1922 in Sofia; gestorben 6. Dezember 2019 ebenda) war eine bulgarische Theater- und Filmschauspielerin. Sie wirkte in zahlreichen Filmen und Theaterstücken mit und bekam als Komikerin die Beinamen Misis Natural Disaster und Königin der Komödie.

## Biografie
Stojanka Mutafowa wurde in Sofia geboren und machte an der Universität Sofia einen Abschluss in klassischer Philologie. Später studierte sie Schauspiel in Bulgarien und später auch an der Akademie der Künste in Prag, wo sie drei Jahre blieb und auch an einem Theater spielte. Ihr Theaterdebüt hatte sie 1945 als Studentin der Staatlichen Theaterschule in Sofia am Nationaltheater „Iwan Wasow“ in dem Theaterstück Scapins Streiche von Molière, aufgeführt von Stefan Surchadzhiev. 1946 heiratete sie ihren ersten Ehemann, den tschechischen Regisseur Robert Rosner, danach heiratete sie zwei weitere Male: zuerst den Journalisten und Übersetzer Leonid Grubeshliev, mit dem sie ihre Tochter Maria Grubeshlieva (Mookie) bekam, sowie später den Schauspieler Neycho Popov, mit dem sie bis zu seinem Tod 1974 zusammenblieb.

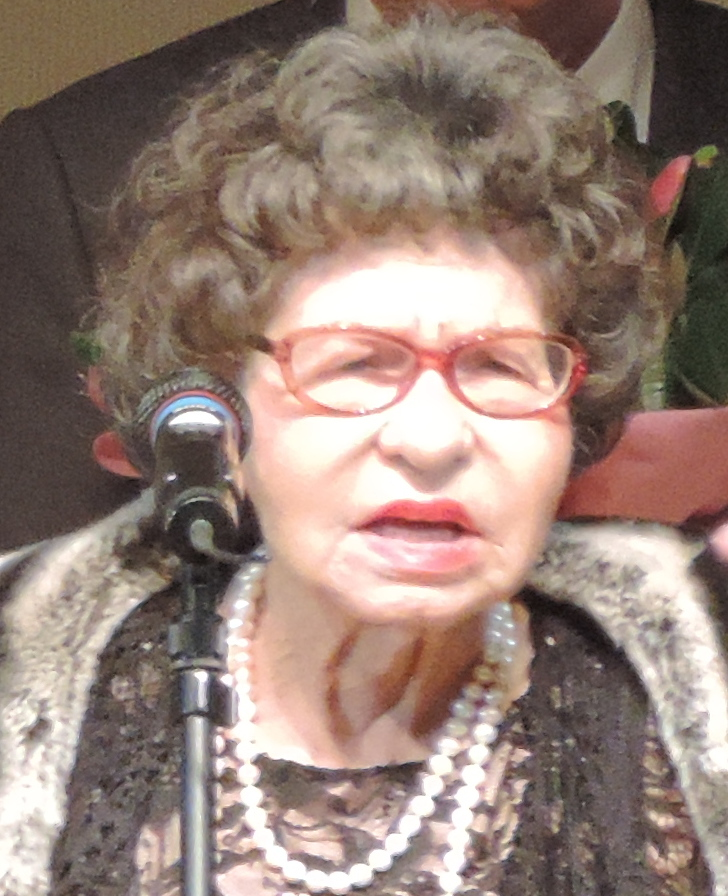
Stojanka Mutafowa beim Internationalen Filmfest Sofia, 2017

Von 1949 bis 1956 wirkte sie in mehreren Stücken am Nationaltheater mit. Sie war Mitbegründerin des Aleko-Konstantinov-Theaters, wo sie von 1957 bis 1991 auftrat, danach Anschließend ging sie an die Bühne des Adriana-Budevska-Drama-Theaters in Burgas. Sie spielte in über 90 Theaterproduktionen und übernahm mehrere Rollen in Film- und Fernsehproduktionen. Bekannte Bühnenpartner waren unter anderen Georgi Kaloyanchev, mit dem sie 2005 in dem Stück Die Astronauten von Stanisław Lem spielte, Georgi Partsalev, Apostol Karamatev und Nevena Kokanova.
2015 wurde Mutafowa durch die Union der bulgarischen Künstler (Съюзът на артистите в България, САБ) mit Unterstützung des bulgarischen Kultusministers Weschdi Raschidow aufgrund ihrer langen Zeit als Schauspielerin für einen Eintrag in das Guinness-Buch der Rekorde als die Schauspielerin mit der offiziell längsten professionellen Schauspielkarriere nominiert. Bis 2016, im Alter von 94 Jahren, trat sie noch international auf Theaterbühnen in den Vereinigten Staaten, Kanada, den Niederlanden, Deutschland und der Schweiz auf. Am 2. Februar 2019 feierte Mutafova ihr 70-jähriges Bühnenjubiläum und ihren 97. Geburtstag im Nationalen Kulturpalastes in Sofia.
Im Oktober 2019 wurde Mutafowa wegen Gallenproblemen operiert werden und hatte danach eine Sepsis und Fieber, konnte jedoch wieder stabilisiert werden. Im Dezember wurde sie mit akuten Atemproblemen ins Krankenhaus eingeliefert und musste künstlich beatmet, sie starb kurz darauf.

## Filmografie
- 1956: Die ganze Stadt sucht Vera
- 1962: Meister in allen Fächern
- 1962: Dvama pod nebeto
- 1966: Dzhesi Dzeyms sreshtu Lokum Shekerov
- 1967: Privarzaniyat balon
- 1969: L'amante di Gramigna
- 1970: Ezop
- 1970: Kit
- 1973: Byagstvo v Ropotamo
- 1974: Nako, Dako i Tsako: Moryatsi
- 1978: Heiß, heißer …
- 1983: Bash maystorat nachalnik
- 1984: Federatziya na dinastronavtite
- 1984: Bronzoviyat klyuch
- 1985: Zlatno sertse
- 1993: Pantudi
- 1999: Golemite igri
- 1999: Stakleni topcheta
- 2002: Rapsodiya v byalo
- 2003: Vcherashni tseluvki
- 2010: Ako nyakoy te obicha
- 2011–2012:Stolichani v poveche (TV-Serie)

## Belege
1. 1 2 3  Bulgarian Actress Stoyanka Mutafova Storms Guiness Book of World Records. novinite.com, 21. Januar 2015; abgerufen am 7. März 2020.
2. 1 2 3 4 5 6  Ekaterina Popova: "Made In ... Bulgarien": Stojanka Mutafowa ist die älteste aktive Schauspielerin der Welt ard-wien.de, 24. Dezember 2016; abgerufen am 7. März 2020.
3. 1 2 3 4 5  Отиде си великата Стоянка Мутафова. nova.bg, 6. Dezember 2019; abgerufen am 7. März 2020.